# Сава Стојков
Сава Стојков (Сомбор, 29. март 1925 — Сомбор, 20. август 2014) био је један од најпознатијих сликара српске наивне уметности са тенденцијама фотореализма.

## Живот и дело
Рођен је 1925. године у Сомбору. Излагао је у земљи и иностранству, широм света око 312 пута, самостално као и на још 550 групних изложби и добитник је бројних награда и признања. Најзначајнија признања су Велика награда бијенала у Милану 1980. године, Награда I бијенала Југословенске наивне уметности у Светозареву 1982. године, награде у Верони 1982. године и 1984. године, награда бијенала за животно дело у Јагодини 1993. године и Масарикова награда у Прагу 1996. године.
Живео је и стварао у Сомбору. Оставио је иза себе опус од преко 40 хиљада слика.
Његов син је сликар Драган Стојков.
Сава Стојков је умро 20. августа 2014. у Сомбору, после краће и тешке болести.

## Монумент равнице Саве Стојкова
Сава Стојков је песник бачке равнице, њених предела и њених људи. Његово хармонично сликарство се оснива на чистом и прецизном филигранском раду. Идиличност његових радова са дубоким хоризонтом одише мирноћом и тишином. Из његових слика које су постављени на принципу контраста светла и сенке зрачи тајанственост.
Поред пејзажа Сава Стојков је и изванредан портретист. Он слика ликове из бачке равнице и своје портрете ставља у равничарски пејзаж где они и припадају.
Сликарско дело Саве Стојкова је монумент равнице у Бачкој и њеним људима. То је споменик посвећен с пуно љубави и јединственој атмосфери.

## Галерија Саве Стојкова у Препарандији
На 85. рођендан, 29. марта 2010, Стојков је добио своју сталну ретроспективну поставку у приземљу здања Препарандије у Сомбору. На површини од 250 m2 налази се 71 уље на платну, стаклу и лесониту, из свих периода рада познатог сликара (аутор поставке је ликовни критичар Сава Степанов из Новог Сада). У првој сали изложена су уља на стаклу (пејзажи и портрети), дела настала између 1977. и 1992. године. У другој, „овалној“ сали, налазе се слике (уља на платну) равничара при паорским пословима, у трећој су изложени портрети аутентичних Војвођана (уља на платну и уља на стаклу), у четвртој су панонски пејзажи (уља на платну), а у петој сали налазе се салашарски и сеоски мотиви (уља на платну и лесониту). У ходнику, у приземљу, налазе се познати радови Саве Стојкова настали у периоду 1975—1977, а у ходнику на спрату налазе се његови најстарији радови (шпахтла на лесониту) из педесетих и шездесетих година ХХ века. На спрату су смештени и радови темпером и тушем, пастели, акварели, цртежи и графике из свих периода уметничког рада Саве Стојкова. У „овалној“ сали, на спрату здања Препарандије, налази се и атеље познатог сликара у коме је он свакодневно боравио и радио.